# Новопокровский комбинат хлебопродуктов
Новопокровский комбинат хлебопродуктов (укр. Новопокровський комбінат хлібопродуктів) — предприятие пищевой промышленности в посёлке городского типа Новопокровка Чугуевского района Харьковской области.

## История
Новопокровский комбинат хлебопродуктов был создан в 1988 году в соответствии с двенадцатым пятилетним планом развития народного хозяйства СССР и стал крупнейшим хлебоприёмным предприятием на территории Харьковской области.
После провозглашения независимости Украины комбинат перешёл в ведение министерства сельского хозяйства и продовольствия Украины.
В марте 1995 года Верховная Рада Украины внесла комбинат в перечень предприятий, приватизация которых запрещена в связи с их общегосударственным значением.
После создания в августе 1996 года государственной акционерной компании "Хлеб Украины" комбинат стал дочерним предприятием ГАК "Хлеб Украины", но позднее был передан в ведение Госкомрезерва.
В 2000е годы Новопокровский КХП входил в число четырёх крупнейших производителей муки на территории Украины.
В августе 2012 года на КХП было установлено оборудование для витаминизации и обогащения зерна тиамином, рибофлавином и никотиновой кислотой. 28 августа 2012 линия по производству витаминизированной муки была запущена.
В апреле 2013 года КХП был возвращён в ведение министерства аграрной политики и продовольствия Украины.
В марте 2015 года комбинат был включён в перечень предприятий, имеющих стратегическое значение для экономики и безопасности Украины.
В августе 2015 года помимо хранения зерновых запасов государственных резервов Украины Новопокровский КХП стал одним из мест хранения регионального стабилизационного фонда зерна Харьковской области.
В январе 2017 года Фонд государственного имущества Украины принял решение о приватизации комбината, 29 марта 2017 года решение о приватизации КХП было утверждено Кабинетом министров Украины.

## Современное состояние
Новопокровский комбинат хлебопродуктов является одним из мест хранения государственных зерновых резервов Украины.
Основными функциями предприятия являются хранение и переработка зерна. Комбинат производит муку, манную крупу, отруби, а также комбикорм и белково-витаминно-минеральные добавки для кормления животных.
В составе КХП - элеватор ёмкостью 54 тыс. тонн, зерносушильный комплекс мощностью 50 т/ч, лаборатория, мельничный завод мощностью 500 т/сутки, линия по расфасовке муки в полипропиленовые мешки и 2-кг пакеты, а также комбикормовый завод по производству готовых комбикормов.